# Saale-Zeitung
Le Saale-Zeitung est un journal quotidien allemand local diffusé dans le district de Basse-Franconie dans la Rhön, Land de Bavière.

## Histoire
Le Saale-Zeitung est issu de plusieurs journaux municipaux des villes de l'arrondissement de Bad Kissingen (Bad Kissingen, Münnerstadt (Münnerstädter Zeitung), Bad Brückenau (Brückenauer Anzeiger), Hammelburg). Le précurseur était le Kissinger Intelligenz-Blatt, crée le 1er janvier 1847, bien qu'il ait pu paraître plus tôt. En 1868, Tobias August Schachenmayer achète le journal et l'imprimerie. Depuis, le journal est publié par T.A. Schachenmayer et reste la propriété de la famille Schachenmayer jusqu'en 2002.
Le 1er avril 1943, les nazis ferment le journal. Sa réimpression n'est autorisée qu'à partir du 1er août 1949. Après la Seconde Guerre mondiale, Kuno Schachenmayer reprend la publication du journal. Il est membre de la Coopérative bavaroise des éditeurs de journaux locaux (BHZ), dont l'éditeur recevait son manteau. Alors que l'association BHZ continue de se rétrécir au cours du processus de concentration dans l'industrie de la presse depuis les années 1970, la maison d'édition du Saale-Zeitung crée en 1982 sa propre équipe éditoriale et approvisionne désormais les membres restants du BHZ en tant que unité journalistique indépendante. Après la chute du rideau de fer, l'éditeur s'implique également en Thuringe voisine en 1990 en fondant le Meininger Tageblatt. En 1999, le tirage du Saale-Zeitung est d'environ 16 300 exemplaires et la couverture d'un peu moins de 40 000 exemplaires. 
En 2002, le Saale-Zeitung, qui a alors un tirage de 17 000 exemplaires, est vendu au groupe de médias WAZ ; l'ancien éditeur Bernd Schachenmayer, fils de Kuno Schachenmayer, conserve d'abord une part minoritaire. Le journal continue à être imprimé localement et  reste indépendant sur le plan rédactionnel conformément au "modèle WAZ".
Le Saale-Zeitung fait partie du Mediengruppe Oberfranken depuis le 1er janvier 2010. L'ancien actionnaire majoritaire, le groupe de médias WAZ d'Essen, se retire du marché bavarois de la presse après presque huit ans et vend les titres Saale-Zeitung et Die Kitzinger. L'ancien propriétaire unique et récemment actionnaire minoritaire Schachenmayer vend ses parts restantes de l'entreprise au Mediengruppe Oberfranken en 2010. L'imprimerie et la rédaction de la couverture de l'entreprise ferment. Depuis 2010, le Saale-Zeitung est imprimé au "Fränkischer Tag" à Bamberg et y tire également sa couverture.